# José Montini
José Montini (Tonalá, Chiapas; 21 de mayo de 1974) es un actor mexicano de cine, teatro y televisión. Es conocido por sus interpretaciones en series de televisión y telenovelas como Rebelde, Por siempre mi amor, El bienamado.

## Biografía
Desde niño nació su pasión por la actuación teniendo como inspiración al actor Joaquín Pardavé; inició su carrera en 2002 de la mano de Ernesto Alonso en la telenovela La otra.
Participó en producciones de Televisa como Rebelde, Mentir para vivir, La Vecina, El Bienamado entre otras.
En 2020 realiza una participación estelar en La mexicana y el güero a lado de figuras como Itatí Cantoral y Juan Soler.

## Filmografía

### Televisión
- A.mar, donde el amor teje sus redes (2025) - Nemesio Serrano Pérez[5]
- Esta historia me suena (2022)[6]
- Contigo sí (2021) - Legaspi[7]
- La desalmada - (2021) - Comandante Moreno
- La mexicana y el güero (2020-2021) - Bonifacio Robles[8]
- Sin miedo a la verdad (2020) - El Líder
- Por amar sin ley (2018-2019) - Ramiro Dorantes
- Sin tu mirada (2018) - Nepomuseno
- Rojo mexicano (2018)
- El Bienamado (2017) - Policía Pomponio
- Por siempre Joan Sebastian (2016)
- Yago (2016)
- Tres veces Ana (2016) - El Curvas
- Sueño de amor (2016)
- Simplemente María (2016) - César
- La Vecina (2015-2016) - José Pepe
- Yo no creo en los hombres (2014-2015) - El Gordo
- Por siempre mi amor (2013-2014) - Baltazar
- Mentir para vivir (2013) - Teniente Carmelo
- Amor bravío (2012)
- Cachito de cielo (2012)
- La familia P. Luche (2012)
- Como dice el dicho (2011-2018) - Varios personajes
- La rosa de Guadalupe (2011-2023) - Álex (ep. Sufrir no es un destino) (2011), Gonzalo (ep. Los Martínez) (2023)
- La fuerza del destino (2011) - Miguel Hernández «El Gordo»
- El equipo (2011) - Simón Duarte «El Gordo Paleta»
- Mujeres asesinas (2010) - Lic. Ruiz
- Zacatillo, un lugar en tu corazón (2010) - Taquero
- Juro que te amo (2008-2009) - Conductor
- Palabra de mujer (2007) - Delincuente
- La fea más bella (2006) - Vecino de Alicia
- Vecinos (2005-2008) - Gansúa
- Rebelde (2004) - Otto
- Las vías del amor (2002-2003)
- La otra (2002) - Animador
- Entre el amor y el odio (2002) - Borracho

### Cine
- ¿Quieres ser mi hijo? (2023) - Pacho[9]
- Por mis bigotes (2015) - Aquiles[10]
- Eisenstein en Guanajuato (2015) - Diego Rivera[11]
- Get the Gringo (2012) - Doctor del pueblo
- Adiós, mundo cruel (2010) - Beto
- One Long Night (2007) - Rolo
- Así del precipicio (2006) - Taxista
- The Librarian: Quest for the Spear (2004)
- Man on Fire (2004)